# 海尔布隆符腾堡室内管弦乐团
海尔布隆符腾堡室内管弦乐团（德語：Württembergisches Kammerorchester Heilbronn），简称WKO），是总部位于德国巴登-符腾堡州海尔布隆的室内乐团。

## 历史
1960年11月8日，在市长保罗·迈勒的支持下，由约尔格·费贝尔在海尔布隆管弦乐协会的基础上成立海尔布隆室内管弦乐团。1961年1月举办第一场音乐会。1962年4月30日改为现名。该乐团曾与瑪塔·阿格麗希、阿尔弗雷德·布伦德尔、鲁道夫·布赫宾德、詹姆斯·高威、希拉里·哈恩、基東·克雷默、萨宾娜·迈耶、安娜-苏菲·穆特、塔贝亚·齐默尔曼等独奏家合作。该乐团经常参加萨尔茨堡音乐节、维也纳夏夜音乐会、琉森音樂節、石勒苏益格-荷尔斯泰因音乐节、施韦青根音乐节、路德维希堡音乐节等。